# Kriegerstock
Kriegerstock ist ein deutscher Kurzfilm aus dem Jahr 2009, mit dem Joseph Lippok (Regie), Nathan Raimann (Drehbuch) und Tobias Leveringhaus (Produktion) ihren Abschluss an der Internationalen Filmschule Köln machten. Seine Premiere feierte der Film am 28. Oktober 2009 auf den Internationalen Hofer Filmtagen.
Der Film entstand in Koproduktion mit dem Sender Bayerischer Rundfunk und wurde von der Filmstiftung NRW gefördert.
Die Geschichte ist inspiriert durch die gleichnamige Graphic Novel von Astrid Raimann (ASRA).
Gedreht wurde der Film mit einer Arricam ST auf 35mm im Techniscope-Verfahren.

## Handlung
Die Mittdreißigerin Astrid ist Künstlerin und lebt allein in Köln. Ihr 80-jähriger Vater Wolf lebt in der Nähe von Köln und leidet unter Altersdemenz. Immer wieder verschwindet er und stellt irgendwelche Dinge an.
Astrid entscheidet sich, ihn zu sich zu nehmen und zu pflegen.
Wolf bringt Astrids Leben vollkommen durcheinander. Sie hat kaum noch Zeit für sich. Ihr Leben dreht sich nur noch um ihren Vater. Er fordert ihre volle Aufmerksamkeit. Dazu kommt noch, dass er mit ihrer Kunst nichts anzufangen weiß und sie ständig mit der Schwester verwechselt. Astrid ist der Verzweiflung nahe.
Astrid hat praktisch kein Privatleben mehr. Auch zum Malen kommt sie nicht mehr.
Wenn sie ihren Vater zu Bett gebracht hat, ist sie viel zu erschöpft und ausgelaugt.
Ihr Alltag wird von dem ständigen Monolog  von Wolfs Geschichten begleitet,
der zusätzlich an ihren Nerven nagt.
Es sind Geschichten aus einer anderen Zeit, einer fremden Welt, die Astrid nicht kennt und auch nicht kennen möchte. Sie will doch einfach nur malen.
Astrid gerät immer mehr unter Druck. Sie schafft es einfach nicht, sich auf ihren Vater einzulassen. Die beiden streiten und Wolf verschwindet, um eine Frau zu suchen, die er vor 50 Jahren gekannt hat.
Als Astrid ihn findet, irrt er auf der Straße umher. Sie versucht vergeblich, ihn dazu zu bewegen, mit nach Hause zu kommen und sucht schließlich mit ihm gemeinsam nach der Frau. Sie finden diese selbstverständlich nicht. Doch als die beiden sich ein wenig ausruhen, hört Astrid ihrem Vater das erste Mal richtig zu.
Astrid lässt sich auf die Welt der Geschichten und Erinnerungen ihres Vaters ein. Die beiden kommen sich dadurch wieder näher. Astrid erkennt den eigentlichen Reichtum und die Kraft, die in den Geschichten ihres Vaters stecken. Sie fängt wieder an zu zeichnen.
Einen Comic, in welchem ihr Vater sich selbst und seine Geschichten sowie die gemeinsame Geschichte wieder findet.

## Aufführungen & Festivalteilnahmen

### National
- 2009: Internationale Hofer Filmtage (Uraufführung)[1]
- 2009: Europäisches Kurzfilmfestival Köln unlimited (Wettbewerbsteilnahme)
- 2010: Filmfestival Max Ophüls Preis (Wettbewerbsteilnahme)[2]
- 2010: Erstausstrahlung im BR (17. März)

### International
- 2010: Vilnius Film Shorts[3]  (Wettbewerbsteilnahme)

## Die Graphic Novel
„Kriegerstock“ ist eine Graphic Novel von Astrid Raimann.

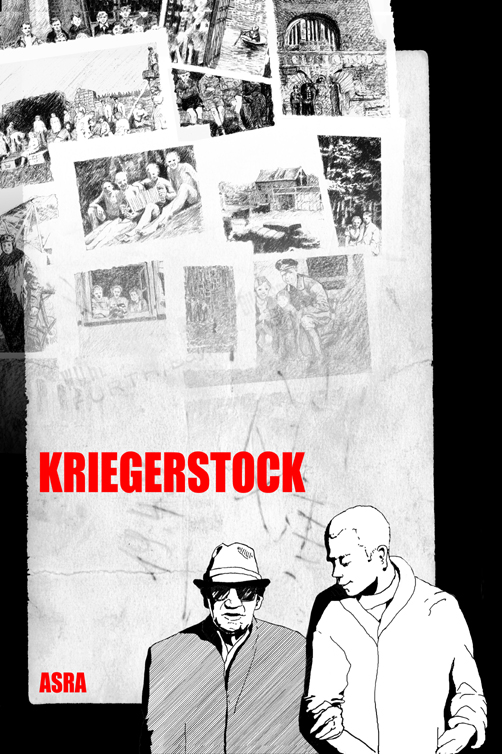
Cover Graphic Novel

„Kriegerstock“ erzählt die Geschichte eines sehr alten Mannes, der die Zeit des Nationalsozialismus und den Zweiten Weltkrieg als Berufssoldat erlebt hat, jetzt von seinem Enkel gepflegt wird und sich erinnert.
Die Erzählung findet auf zwei Ebenen statt. Im Vordergrund, als Tuschezeichnungen, in den Panelrähmchen findet der Alltag statt, die Gegenwart. Der Alltag eines alten Mannes, dessen Kräfte schwinden und der immer mehr Hilfe braucht.
Darunter liegt wie ein Teppich die zweite Ebene: Die Vergangenheit als Bleistiftzeichnung.
Es ist das Leben eines Mannes, der sein Leben lang hart gearbeitet hat, als Bauer, Soldat, Pilot, Feuerwerker, Bergarbeiter. In der Ukraine geboren, in Ostpreußen in ärmsten Verhältnissen aufgewachsen sieht der intelligente junge Bauernsohn die Reichswehr als einzige Chance zu lernen und einem Leben zu entfliehen, das aus Mistschaufeln besteht. Als Berufssoldat kann er sich unter einem mörderischen Regime selbst im Krieg seine Menschlichkeit bewahren, weil er als Feuerwerker Bomben entschärft und nicht schießen muss.
Seine Geschichte ist ein Stück europäisch-deutscher Zeitgeschichte als persönlich erlebte Geschichte, einmalig und typisch zugleich.
Kriegerstock ist entstanden in der Zeit, als die Autorin ihren Schwiegervater gepflegt hat, bis zu seinem Tod im Alter von 93 Jahren.

## Autobiografischer Hintergrund
Die Figur des Wolf ist an Ernst Raimann (* 1914, † 2007) angelehnt. Ernst Raimann ist der Schwiegervater von Astrid Raimann, Autorin und Zeichnerin der Graphic Novel „Kriegerstock“ und der Großvater von Nathan Raimann, Drehbuchautor des Kurzfilms.
Ernst Raimann litt unter Altersdemenz, die in den letzten Lebensjahren immer schlimmer wurde.
Er lebte bis zu seinem Tode bei der Familie, die sich die Pflege untereinander aufteilte.
Die Geschichten, die Wolf in der Graphic Novel und auch in dem Film Kriegerstock erzählt, sind die Geschichten, die Ernst Raimann aus seinem Leben erzählt hat.
Astrid Raimann begann irgendwann, sie mit einem Tonbandgerät aufzuzeichnen. Außerdem hielt sie die Pflegevorgänge in Zeichnungen fest. Daraus entstand die Graphic Novel „Kriegerstock“.
Der Film Kriegerstock wiederum ist durch die Graphic Novel von Astrid Raimann inspiriert.